# Momoshiki Otsutsuki
Momoshiki Otsutsuki (大筒木 モモシキ,, Ōtsutsuki Momoshiki) é um personagem fictício, apresentado pela primeira vez no filme de anime da Pierrot de 2015, Boruto: Naruto the Movie, que atua como uma sequência do mangá Naruto de Masashi Kishimoto. Um descendente da Otsutsuki e vilã da série, Kaguya, Momoshiki aparece no filme como o antagonista, buscando plantar uma Árvore Divina no mundo absorvendo a energia possuída por ninjas, o chakra, mais notavelmente um dos protagonistas, Naruto Uzumaki. Enquanto no filme, Momoshiki é morto pelas forças combinadas entre Naruto e seu filho, Boruto, ele desempenha um papel maior na recontagem do filme, o mangá e a série de anime Boruto: Naruto Next Generations; em seus últimos momentos, Momoshiki coloca um selo amaldiçoado dentro de Boruto para que ele gradualmente reviva através do corpo da criança.
Momoshiki foi criado e desenhado por Masashi Kishimoto baseado na figura japonesa Minamoto no Yoshitsune. A equipe prestou atenção ao manuseio de Momoshiki no filme ao longo de suas cenas de luta contra a família Uzumaki e o vigilante ninja Sasuke Uchiha. No entanto, ele recebeu menos foco na série de Mikio Ikemoto, já que a narrativa se concentrou mais em Boruto e seu irmão adotivo Kawaki. O personagem é dublado por Daisuke Namikawa em japonês e Rodrigo Andreatto em português brasileiro.
A resposta crítica a Momoshiki foi mista. Os críticos gostaram das cenas de luta do personagem, mas sentiram que ele era um vilão fraco devido à sua falta de traços atraentes e como ele é ofuscado pelos protagonistas. No entanto, seu papel na sequência ganhou um grande impacto por desempenhar um papel fundamental na narrativa, apesar de sua morte.

## Criação e desenvolvimento

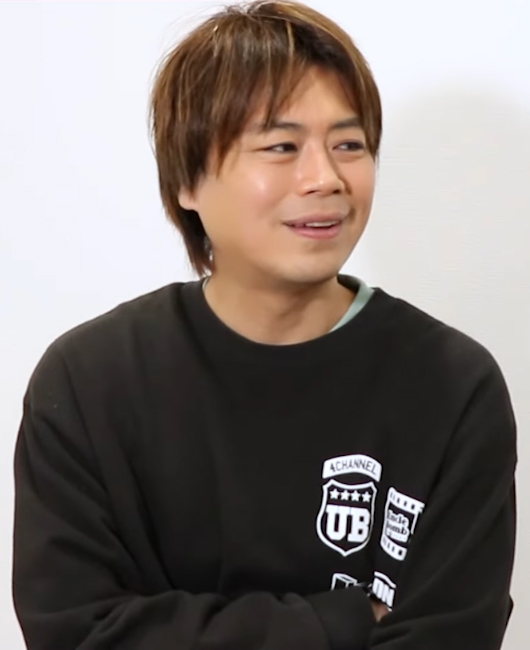
Daisuke Namikawa dubla Momoshiki em japonês.

Momoshiki foi criado por Masashi Kishimoto que e teve seu projeto baseado em Minamoto no Yoshitsune, nascido Ushiwakamaru, um famoso guerreiro e comandante militar durante o período Heian, e mestre do monge guerreiro Benkei. Kishimoto identificou as lutas de Naruto ao lado de Sasuke contra Momoshiki como os destaques do filme e pediu que a equipe do filme prestasse muita atenção a essas sequências. O diretor do anime Boruto, Hiroyuki Yamashita, disse que gosta do estilo de desenho de Mikio Ikemoto, mais realista do que o de Kishimoto, devido à atenção do primeiro aos detalhes do design dos personagens. Ele apontou que a maneira de Ikemoto ilustrar a nova aparência de Momoshiki Otsutsuki após consumir Kinshiki Otsutsuki o surpreendeu devido ao quão diferente era em comparação com o design original do filme Boruto. A batalha contra Kawaki foi mostrada no primeiro capítulo, ao invés da batalha de Sasuke contra Kinshiki Otsutsuki do filme Boruto para gerar um impacto diferente entre os fãs, apesar de compartilhar a mesma história. O design adolescente de Boruto foi ilustrado pela primeira vez em pouco tempo.
Momoshiki é descrito como um ser com complexo de superioridade que muda seu tom ao longo do filme devido ao quão ineficaz seu servo Kinishiki se torna e é forçado a matá-lo para ganhar um novo poder. Chengxi Huang, um dos principais animadores encarregados da adaptação para a televisão da luta entre Naruto, Sasuke e Boruto contra Momoshiki, queria animar adequadamente. Quando o mangá atinge o arco Vessel, o personagem de Momoshiki é ainda mais expandido apesar de sua morte, já que os falecidos Otsutsuki são descritos como seres que podem ressuscitar usando o corpo de pessoas amaldiçoadas com o poder do Karma. No caso de Momoshiki, ele planeja usar o corpo de Boruto para reviver. Embora ainda não tenha ressuscitado totalmente, Momoshiki desempenha um papel fundamental na narrativa, já que seus poderes são perigosos o suficiente para destruir Konohagakure, com os outros membros de Kara também sendo perigosos inimigos dos protagonistas.
No filme e nas séries de televisão japonesas, Momoshiki é dublado por Daisuke Namikawa. Namikawa revelou que participar do novo filme de Naruto lhe pressionou, mas afirmou que faria o possível para atender às expectativas desse trabalho, que tem fãs em todo o mundo. Namikawa explica seu papel como um vilão que não pode ser redimido devido ao seu grande complexo de deus e ele vê os humanos como criaturas inferiores. Namikawa ficou comovido pelo fato de que o mangá serializado por cerca de 15 anos ter o personagem como original, e sentiu o peso do trabalho.

## Aparições
Momoshiki Otsutsuki é um dos dois antagonistas de Boruto: Naruto the Movie e um membro da família principal do clã Ōtsutsuki. Um homem pálido e andrógino, ele é um membro do clã Ōtsutsuki que foi a razão pela qual Kaguya criou o Exército de Zetsu Branco, que vem à Terra para plantar um novo Shinju, já que aquele que ele usou está morrendo por usar todos os limites de recursos do mundo. Momoshiki possui um par de Byakugan e Rinnegan, o último localizado em suas palmas, que ele usa para absorver e liberar ninjutsu. Visando as Bestas com Cauda pelo seu enorme chakra, atacando antes Killer Bee, Momoshiki e seu parceiro Kinshiki vão para a Vila da Folha com o objetivo de capturar o Kurama de Naruto. Os dois conseguem abduzir Naruto para sua dimensão após destruir o estádio dos Exames Chunin, mas antes que eles possam terminar o processo de extração, os dois são confrontados por Boruto, Sasuke e os quatro Kages. Oprimido, Momoshiki consome uma pílula vermelha improvisada do corpo de Kinshiki, tornando-o ainda mais forte com outro Rinnegan aparecendo em sua testa. No entanto, ele é finalmente morto pelo Rasengan combinado de Naruto e Boruto.
O destino de Momoshiki é reconfigurado na série Boruto: Naruto Next Generations. Momoshiki usa seus momentos finais de vida para ter uma discussão privada com Boruto, congelando o tempo e marcando o menino com a marca Karma ao ver seu potencial inexplorado, enquanto o adverte enigmaticamente das tribulações que ele enfrentará em seu futuro. Durante uma luta contra um membro Kara, Boro, o karma de Boruto faz com que ele seja possuído por Momoshiki, que busca assumir o controle de seu corpo através do karma. Momoshiki absorve o chakra de Naruto inconsciente para criar sua própria técnica de rasengan e matar Boro. Momoshiki possui o corpo de Boruto para apunhalar o rinnegan de Sasuke a fim de enfraquecê-lo. No entanto, ele é incapaz de lutar adequadamente e é dominado por Sasuke e Kawaki. Eventualmente, Boruto recupera seus sentidos e se liberta da posse de Momoshiki. Nos próximos dias, Boruto recebe um medicamento que anula o poder de Momoshiki e é capaz de continuar vivendo normalmente.
O personagem também está presente no videogame Naruto Shippuden: Ultimate Ninja Storm 4 como um personagem importante na forma de conteúdo para download. Mais tarde, ele é adicionado como personagem jogável.

## Recepção
A resposta inicial ao personagem de Momoshiki foi mista. Alexandria Hill do Otaku USA gostou da luta de Boruto contra o vilão do filme e sua equipe com Naruto e Sasuke, apesar de ser cética ao assisti-lo pela primeira vez. Dan Rhodes disse que as cenas de luta de Sasuke e Naruto são algumas das melhores partes do filme, prevendo que os fãs de longa data ficarão ansiosos por elas. No entanto, alguns escritores achavam que os vilões eram esquecíveis. Thais Valdivia de Hobby Consolas afirmou que apesar dos múltiplos traços de Momoshiki, como seu desejo de imortalidade e invulerabilidade, seu personagem é ofuscado por Boruto, Naruto e Sasuke. Chris Homer do Fandom Post viu o plano de Momoshiki e Kinshiki de capturar a Raposa de Nove Caudas de Naruto como um relançamento dos terroristas Akatsuki de Naruto Shippuden, que também tinham como objetivo tirar as nove bestas sobrenaturais do mundo. No entanto, o revisor achou os planos de Momoshiki mais bem executados devido à execução em relação a como isso afeta Naruto e seus aliados. O Los Angeles Times afirmou que, embora seja um vilão forte, o personagem carece de apelo. Japanator gostou das primeiras cenas envolvendo Momoshiki e Kinshiki como visto por Sasuke, pois deu ao filme um início agradável, mas criticou seus poderes fracos, pois representa menos desafio do que Toneri Otsutsuki em The Last: Naruto o Filme (2014), enquanto compartilha as mesmas motivações como a vilã anterior, Kaguya.

Em relação à sequência, Anime News Network gostou do tratamento da luta de Momoshiki contra os Kages, Sasuke e Boruto, mas sentiu que o mistério do clã Otsutsuki foi arruinado no processo. Manga News achou a luta de Momoshiki agradável, comparando-a com a série Dragon Ball, devido aos vários tipos de técnicas semelhantes empregadas, mas sentiu que a inclusão de Boruto para ser capaz de igualá-lo foi forçada, já que Boruto era muito mais fraco para o vilão e se torna mais forte visivelmente muito rápido. Aiptcomics elogiou a nova forma de Momoshiki do mangá que ele descobriu que o tornava um vilão mais ameaçador e marcante. O Fandom Post notou que embora o mangá seja semelhante ao filme original de Boruto, Ikemoto fez poucas mudanças na narrativa, principalmente em seu destino e maldição sobre o jovem protagonista. Manga News criticou a posse de Boruto por Momoshiki no mangá como um elemento derivado conhecido na franquia semelhante às primeiras cenas de Naruto, onde o personagem foi influenciado pela Raposa de Nove Caudas. IGN elogiou as cenas de luta em que Momoshiki está envolvido, e mais tarde afirmou que Momoshiki se transforma em um vilão mais impressionante na segunda vez em que possui o jovem ninja, devido à forma cruel como ele ataca Sasuke, pegando seu rinnegan ao esfaqueá-lo com uma kunai no rosto. Na enquete de 2021, Momoshiki ficou em 15º lugar em popularidade.